# Keisuke Kinoshita
Keisuke Kinoshita (木下 惠介, 'Kinoshita Keisuke?', n. 5 de diciembre de 1912 en Hamamatsu, Prefectura de Shizuoka - f. 30 de diciembre de 1998 en Tokio) fue un director de cine japonés.
Fue muy prolífico, realizando 42 películas en los primeros 23 años de su carrera. Menos conocido internacionalmente que algunos de sus contemporáneos como Akira Kurosawa, Kenji Mizoguchi y Yasujirō Ozu, fue sin embargo una figura renombrada en su país, elogiado tanto por la crítica como por el público desde la década de 1940 a la década de 1960.

## Carrera
Nacido en una familia dedicada al comercio, ya era un aficionado al cine a la edad de 8 años. Deseando convertirse en cineasta, se encontró con la oposición de sus padres. Cuando se encontraba estudiando en el instituto, una equipo de filmación llegó a Hamamatsu para filmar durante un día. De esta forma pudo acceder al actor Bando Junosuke cuándo fue a la tienda de su familia a comprar, y pudo entablar una amistad. Junosuke lo ayudó a ir a Tokio, donde se hacían la mayor parte de las películas del período, pero un día después el abuelo de Kinoshita lo fue a buscar y lo llevó nuevamente a su casa.
Su determinación para convertirse en cineasta finalmente llevó a sus padres a dejarle seguir su carrera y su madre incluso lo presentó en el estudio Shochiku Kamata, donde Ozu, Mikio Naruse y otros famosos directores trabajaron. Sin educación universitaria, no le fue permitido trabajar como ayudante de dirección y tuvo que empezar como fotógrafo, por lo cual solicitó su ingreso a la Escuela de Fotografía Oriental donde se graduó antes de comenzar a trabajar en Shochiku. Allí, comenzó a trabajar en el laboratorio de procesamiento de la película, luego como ayudante de cámara, antes de ser promovido por Kōzaburō Yoshimura a ayudante de dirección.

En 1940, fue reclutado para la guerra y afectado a China, pero regresó el año siguiente debido a una enfermedad. Regresó a Shochiku y fue promovido a director en 1943. Adaptando una novela famosa, hizo Hana Saku Minato (Puerto de flores) con un reparto grande y presupuesto. El mismo año también fue el debut de otro director, Akira Kurosawa, pero fue Kinoshita quién ganó el Premio al Director debutante al final de ese año.

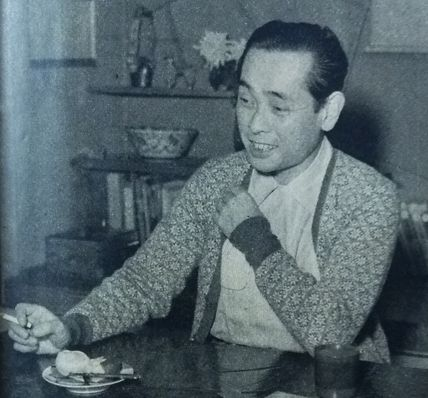
Keisuke Kinoshita en 1954.

Durante su carrera, hizo muchos filmes que fueron exitosos tanto en crítica como en taquilla, entre los más conocidos se encuentran La mañana de la familia Osone (Osone-ke ningún asa, 1946), Carmen vuelve a casa (Karumen kokyo ni kaeru, 1951) (hecho en Fujicolor, la primera película en color de Japón), Tragedia de Japón (Nihon no higeki, 1953), Veinticuatro ojos (Nijushi no hitomi, 1954),  Ella era como un crisantemo salvaje (Nogiku no gotoki kimi nariki, 1955), La balada de Narayama (Narayama bushi kō, 1958), y El Río Fuefuki (Fuefukigawa, 1960). Rechaza ataduras de género, técnica o dogma. Trabajó en distintos géneros: comedia, tragedia, obras sociales, películas de época.  Grabó sus películas en locación o en un solo set. Buscaba realismo fotográfico con tomas largas, y además fue lejos buscando la estilización con la técnica de "fast cutting", cámaras inclinadas e incluso técnicas de teatro Kabuki con escenas de pinturas medievales.
A pesar de que son pocos los detalles concretos que se conocen sobre la vida personal de Kinoshita, su homosexualidad era ampliamente conocida en el mundo del cine japonés. El guionista y colaborador frecuente Yoshio Shirasaka recuerda la "brillante escena" que Kinoshita hizo con los guapos y bien vestidos ayudantes de dirección que lo rodeaban. Su película de 1959, Sekishuncho, ha sido llamada la "primera película gay de Japón" por la intensidad emocional descrita entre sus personajes masculinos.
Recibió el Orden del Sol Naciente en 1984 y la Orden de Cultura en 1991 por el gobierno japonés. Falleció el 30 de diciembre de 1998, de un infarto. Su tumba se encuentra en Engaku-ji en Kamakura, muy cercana a la del director y compañero de Estudios Shochiku, Yasujirō Ozu.
En 2013 cinco películas de Kinoshita; Kanko no Machi (Calle de júbilo, 1944), Onna (Mujer, 1948),  Kon'yaku yubiwa (Anillo de compromiso, 1950), Yūyake-gumo (Despedida para soñar, 1956) y Shitō no densetsu (Leyenda de un duelo a muerte, 1963) fueron proyectadas en la sección de Foro del 63.º Festival Internacional de Cine de Berlín.

## Filmografía
- 1943 - Ikite iru Magoroku
- 1943 - Hana saku minato
- 1944 - Rikugun
- 1944 - Kanko no Machi
- 1946 - Waga koiseshi otome
- 1946 - Ōsone-ke no asa
- 1947 - Fushichō
- 1947 - Kekkon
- 1948 - Hakai
- 1948 - Shōzō
- 1948 - Onna
- 1949 - Yabure daiko
- 1949 - Shin'yaku Yotsuya kaidan (sengo hen)
- 1949 - Ojō-san kanpai!
- 1950 - Kon'yaku yubiwa
- 1951 - Zenma
- 1951 - Karumen kokyō ni kaeru
- 1952 - Umi no hanabi
- 1952 - Shonen-ki
- 1952 - Karumen junjōsu
- 1953 - Nihon no higeki
- 1954 - Nijushi no hitomi
- 1954 - Onna no sono
- 1955 - Nogiku no gotoki kimi nariki
- 1955 - Tōi kumo
- 1956 - Taiyō to bara
- 1956 - Yūyake-gumo
- 1957 - Fūzen no tomoshibi
- 1957 - Yorokobi mo kanashimi mo ikutoshitsuki
- 1958 - Narayama bushi kō
- 1958 - Kono ten no niji
- 1959 - Kaza-hana
- 1959 - Sekishunchō
- 1959 - Kyō mo mata kakute arinan
- 1960 - Fuefukigawa
- 1960 - Haru no yume
- 1961 - Eien no hito
- 1962 - Futari de aruita ikushunjū
- 1962 - Kotoshi no koi
- 1963 - Shitō no densetsu
- 1963 - Utae wakōdotachi
- 1964 - Kōge
- 1967 - Natsukashiki fue ya taiko
- 1976 - Suri Ranka no ai to wakare
- 1979 - Shōdō satsujin musuko yo
- 1980 - Chichi yo, haha yo!
- 1983 - Kono ko o nokoshite
- 1986 - Shin yorokobi mo kanoshimi mo ikutoshitsuki
- 1988 - Chichi

## Influencia
En 1946 Masaki Kobayashi se convirtió en su ayudante,  y más tarde se formaron con él Akira Kurosawa y Kon Ichikawa, directores agrupados en el llamado Shiki ningun kai (Club de los cuatro caballeros). El objetivo era hacer producciones para una audiencia más joven.
En el año 2013 se estrenó la película Hajimari no michi (El amanecer de un cineasta), que cuenta la historia de Kinoshita a su regreso de la guerra. El papel principal estuvo a cargo del actor Ryô Kase.

## Premios y distinciones
Premios Óscar
| Año  | Categoría                          | Película      | Resultado |
| ---- | ---------------------------------- | ------------- | --------- |
| 1962 | Mejor película de habla no inglesa | Amor Inmortal | Nominado  |

- Orden del Sol Naciente, 1984.[1]

Dos de sus películas ganaron el Globo de Oro como Mejor Película Extranjera:
- 1955; Veinticuatro Ojos (Nijushi ningún hitomi).[12]
- 1957; La Rosa en Su Brazo (Taiyo a Bara ).[13]

Asimismo, fue distinguido en 1999 con un premio a su obra, otorgado por la Academia Japonesa de Cine. Sus películas también recibieron galardones y nominaciones a los premios Listón Azul (de los críticos de cine japoneses), premios Kinema Junpo (la revista de cine más antigua de Japón) y premios Manichi Film. Las películas Nijûshi no hitomi y Narayama bushikô, fueron candidatas al León de Oro en los Festivales de Venecia de 1955 y 1958, respectivamente.